# Sally Peers
Sally Peers (nació el 1 de junio de 1991) es una jugadora de tenis profesional australiana. El
Su ranking más alto en individual fue la no. 145, alcanzado el 11 de abril de 2011, su ranking más alto en dobles fue la no. 89 alcanzado el 8 de noviembre de 2010.
Es la hermana menor de también jugador de tenis John Peers.